# Raterie
Une raterie est un élevage privé, spécialisé dans la vente de rats de compagnie. Elle se veut familiale et peut n’avoir que des individus du même sexe ou des deux sexes. Le nombre de rats d’une raterie dépasse rarement 40 rats, bien que certaines en aient beaucoup plus, le terme élevage devient plus approprié.

## Organisations
Contrairement à un élevage qui a pour but de fournir des animaux destinés à la vente en animalerie. Une raterie ne produit peu de portées. Il s’agit de particuliers qui revendent des rats nés à leur domicile, les bénéfices financiers servent en général à rembourser les frais de la portées. On appelle naisseur, une personne mettant au monde une portée de ratons. Dans ce cadre il n'est pas nécessaire de détenir un Certificat de Capacité, qui est destiné à l'élevage professionnel. Bien qu'aucun diplôme ne soit exigé pour tenir une raterie, des connaissances solides dans le domaine du rat, et de sa reproduction sont indispensables.
Les rateries travaillent seules ou en collaboration entre elles (collaboration inter-raterie). Des communautés de particuliers travaillant ensemble avec une éthique commune existent, ces groupes sont signataires d'une charte, visant à respecter certaines règles d’élevages et de maintien des animaux. C’est le cas du groupement des Eleveurs Ratouphiles Associés, ou des membres du Réseau Rateries : Rats & Respect.
Il existe de nombreuses rateries en France qui utilisent le LORD : Livre des Origines du Rat Domestique, afin de réaliser un suivi des générations de rats nées chez eux.

## Projet de reproduction
Chaque raterie possède une ou plusieurs familles de rats. Une famille est formée des descendants de chaque couple reproduit, afin d’obtenir une lignée définie. Ainsi les couples en question sont définies en fonction de critères, qui peuvent être : la santé, le caractère, le phénotype des rats ou les trois à la fois. On parle alors de projet de reproduction.
Une lignée dite à risque, par exemple qui comprendrait des sujets développant de graves soucis de santé : mégacôlon (létale), tumeurs (récurrent), ou des problèmes de comportement : rat agressif hormonal, peut être interrompu et ne produira plus de descendants. Ce principe est mis en place afin d’éviter la propagation de ces problèmes chez les rats domestiques.